# Ионишкское староство
Йонишкское староство (лит. Joniškio seniūnija) — одно из десяти староств Ионишкского района, Шяуляйского уезда Литвы. Административный центр — город Ионишкис.

## География
Расположено в Земгальской низменности на севере Литвы, в центральной части Ионишкского района.
Граничит с Скайстгирским староством на западе, Саткунайским — на севере и северо-востоке, Саугелаукским — на востоке, Кяпаляйским — на востоке и юго-востоке, Гатаучяйским — на юге, и Рудишкяйским — на юго-западе.

## Население
Ионишкское староство включает в себя город Ионишкис и 24 деревни.